# Robert Ghrist
Robert W. Ghrist (* März 1969 in Euclid, Ohio) ist ein US-amerikanischer Mathematiker.
Ghrist erhielt 1991 seinen Bachelor-Abschluss als Maschinenbauingenieur (Mechanical Engineering) an der University of Toledo in Toledo (Ohio) und studierte dann Mathematik an der Cornell University mit dem Master-Abschluss 1994 und der Promotion 1995 bei Philip Holmes (The link of periodic orbits of a flow). Von 1996 bis 1998 war er R. H. Bing Instructor an der University of Texas und ab 1998 Assistant Professor sowie ab 2002 Associate Professor am Georgia Institute of Technology. 2002 wurde er Associate Professor und 2004 Professor an der University of Illinois at Urbana-Champaign. Ab 2007 war er dort am Information Trust Institute und ab 2008 Andrea Mitchell Penn Integrating Knowledge Professor an der University of Pennsylvania.
1995 war er Gastwissenschaftler am Institute for Advanced Study und 2000 am Isaac Newton Institute in Cambridge. Er befasst sich mit Anwendung topologischer Methoden auf dynamische Systeme, zum Beispiel bei Robotern und in der Hydrodynamik, aber auch in Informationssystemen wie Sensor-Netzwerken.
2013 erhielt er den Chauvenet-Preis für Barcodes: The Persistent Topology of Data. 2004 erhielt er einen Presidential Early Career Award. 2014 hielt er die Gauß-Vorlesung der Deutschen Mathematiker-Vereinigung.

## Schriften
- mit Philip Holmes, M. Sullivan: Knots and Links in Three-dimensional Flows, Lecture Notes in Mathematics 1654, Springer Verlag 1997
- Herausgeber mit M. Farber, M. Burger, D. Koditschek: Topology and Robotics, Contemporary Mathematics, American Mathematical Society, 2007